# 大麻唯男
大麻 唯男（おおあさ ただお、1889年（明治22年）7月7日 – 1957年（昭和32年）2月20日）は、日本の内務官僚、政治家。

## 来歴・人物
熊本県玉名郡梅林村（現玉名市）出身（出生地は東京府）。兄は後に剣道十段となった大麻勇次。
熊本中学、第五高等学校、1914年（大正3年）東京帝国大学法科を卒業後、内務省に入省。山梨県属。警察畑を歩み、山形・山梨・神奈川各県の警察署長を務めた。
1924年（大正13年）、同郷の小橋一太（元文部大臣）の推挙により、清浦奎吾首相秘書官を務める。徳川家広によると、細川護立の宴会に出席した大麻のスピーチの巧さが清浦の目に止まったのが秘書官になったきっかけという。同年政友本党から第15回衆議院議員総選挙に立候補し当選。以後当選10回。立憲民政党に合流後、司法・文部各参与官、党筆頭総務を歴任し、1934年（昭和9年）1月から1935年（昭和10年）1月までの間は民政党の幹事長を務めた。民政党では3代目総裁となった町田忠治に可愛がられたが、1940年（昭和15年）の政党解消に対しては町田が民政党の解党に最後まで抵抗したのに対し、大麻は裏で軍部と手を握って新体制運動に民政党を合流させた。このことから政界の寝業師の異名が大麻に付けられた。
政党解消により大政翼賛会が発足すると、議会局議事部長に就任し、同議会局長の前田米蔵を補佐した。また院内では翼賛議員同盟に所属し、1942年（昭和17年）翼賛政治体制協議会委員となり、翼賛選挙の推薦候補選考に関わる。自らも翼賛選挙で翼賛政治体制協議会の推薦候補として当選。同年、翼賛政治会常任顧問に就任。翼賛政治体制協議会の活動から翼賛政治会の設立に至るまで中心的な役割を果たした。1943年（昭和18年）には東條内閣の国務大臣として初入閣を果たす。「東條の茶坊主」と呼ばれ、翼賛体制の枢要を担ってきた親軍派政治家としてその名が知られるようになった。しかし、1943年10月の中野正剛事件では身柄拘束等あらゆる手段で中野正剛の議会出席停止を求める東條に対して、「憲法上の立法府の独立を侵害しかねないのでできません」と反論した。
敗戦後は大日本政治会を母体とした政党・日本進歩党の結成に尽力するが、総裁の座を巡って町田と宇垣一成の何れかにするかで党内が揉めることになった。大麻は、町田総裁実現のため当時土建会社を経営していた田中角栄（田中の会社で大麻が顧問となっていた）に政治資金を用立てさせて、町田総裁を実現させた。しかし間もなく町田共々大麻は公職追放、追放解除後には同じく戦前民政党に属していた追放解除組の松村謙三・堤康次郎・三好英之らと民政旧友会を結成した。だが、その後国民民主党との合流を目指す大麻・松村・堤らと岸信介を担いで新党結成を目論む三好・武知勇記らで意見が対立し、結局大麻らは追放解除後国民民主党に復帰していた旧民政党出身の宮沢胤勇や野田武夫らを加えて新政クラブを結成。一方、三好・武知らは新日本政治経済調査会を経て日本再建連盟を結成し、民政旧友会は2つに分裂した。
その後新政クラブと国民民主党の苫米地義三最高委員長・三木武夫幹事長らとで新党結成の動きが進み、重光葵を総裁に担ぎ出して1952年（昭和27年）に改進党が結党され、同年に行われた第25回衆議院議員総選挙で改進党から代議士に返り咲いた。改進党内では吉田茂率いる自由党との協調姿勢が目立ち、吉田首相がバカヤロー発言で懲罰委員会に付託するための動議が提出された際には、自派の議員をも含めて欠席し決議案の成立阻止を狙ったが、自由党内の鳩山一郎・三木武吉らの一派に加え人事面での冷遇に不満を持っていた廣川弘禅の一派も欠席したことから決議案は可決。衆議院解散への流れを止められなかった。
第5次吉田内閣成立後は主として自由党とのパイプ役としての役割を担い改進党に閣外協力させることで保守連携を図ったが、造船疑獄で自由党政権への批判が強まると三木武吉らの日本自由党や自由党を交えて単独保守政党の結成を主導する。だがこの動きは結局不調に終わり、自由党の鳩山系・更には岸派を巻き込む格好で1954年（昭和29年）に日本民主党が結成されるとこれに参加し、第1次・第2次・第3次鳩山一郎内閣で国務大臣（国家公安委員会委員長）を務める。その後、保守合同を経て自由民主党顧問となる。
自民党では旧民政党の右派のメンバーからなる大麻派という小派閥を率いていた。小泉純也（第87～89代内閣総理大臣・小泉純一郎の父）は、一時期宮沢胤勇・野田武夫・浜野清吾・真鍋儀十・山本粂吉・中村庸一郎らとともにこの派に所属していた。墓所は青山霊園。
1957年（昭和32年）2月20日に死去。死去にあたり勅使として侍従が品川区上大崎の大麻邸に派遣され、祭粢料を賜った。

## 口調
国政外での発言においては、「でしゅ」や「ごじゃりましゅる」など抑え場の無いユニークな平安時代の喋り方で自民党の役員や記者に応じ、友好的な態度をとった。

## 栄典
- 1943年（昭和18年）5月1日 - 従三位[8]